# Корєнєв Володимир Борисович
Володимир Борисович Корєнєв — радянський і російський актор театру та кіно, театральний педагог, професор. Народний артист Росії (1998).

## Життєпис
Народився 20 червня 1940 року у Севастополі в родині військового моряка. У 1961 році закінчив Державний інститут театрального мистецтва (майстерня О. М. Андровської) у Москві. Провідний актор Московського драматичного театру ім. К. С. Станіславського.
У кіно — з 1958 року. У 1961 році виконав головну роль Іхтіандра в культовому радянському фантастичному фільмі «Людина-амфібія» (Друга премія за режисуру «Срібний космічний корабель» кінофестивалю в Трієсті, 1963), що принесла молодому актору величезну популярність.
Зіграв ролі більш ніж в сорока кінофільмах, в тому числі: «Світло далекої зірки» (1984, Віктор), «Шлях до пекла» (1988, т/ф, Левицький), «Кримінальний талант» (1988, т/ф, 2 с), «Зброя Зевса» (1991, т/ф, 5 с), «Постріл у труні» (1992, Макс), «Браві хлопці» (1993, т/ф), «Діти Арбата» (2004, телесеріал, батько Юри Шарока) та ін.
Художній керівник театрального факультету ІГУМО (Інститут гуманітарної освіти), завідувач кафедри акторської майстерності, професор.

## Фільмографія
- 1958 — Життя пройшло повз — епізод
- 1961 — Людина-амфібія — Іхтіандр
- 1963 — Кінець і початок
- 1964 — Світло далекої зірки — Віктор
- 1965 — Діти Дон Кіхота — Віктор Бондаренко — художник
- 1965 — Як вас тепер називати? — ад'ютант Кольвиц
- 1968 — Сини Вітчизни — Марк Гельці
- 1969 — Егмонт (фільм-спектакль) — Бракенбург
- 1971 — Звільнення — капітан Степан Неустроєв
- 1973 — Багато галасу з нічого — Хуан
- 1975 — Переможець — Валентин Андрійович Карєєв
- 1976 — Псевдонім: Лукач
- 1977 — Рудін — Костянтин Діомідич Пандалевскій
- 1980 — Я — акторка — Н. П. Рощин-Інсаров
- 1987 — Світ Рея Бредбері (фільм-спектакль) — читець
- 1987 — Вулиця Шолом-Алейхема, будинок 40 (фільм-спектакль) — Леонід
- 1988 — Дорога до пекла — Борис Левицький (Кіностудія ім. О. Довженка)
- 1988 — «Кримінальний талант» — Сергій Сергійович Курикін (Одеська кіностудія)
- 1990 — Динозаври ХХ століття — Сьомін
- 1990 — Невідомі сторінки з життя розвідника — оберштурмбанфюрер Віллі Валецкі
- 1991 — Зустрінемося на Таїті — таксист
- 1991 — Зброя Зевса — Томас Бак
- 1991 — Яр
- 1992 — Постріл у труні — генерал Коньячков (Кіностудія ім. О. Довженка)
- 1993 — Браві хлопці — полковник Геннадій (Кіностудія ім. О. Довженка)
- 2003 — Забійна сила-5 — Печерський
- 2004 — Діти Арбата — батько Юри Шарока
- 2004 — Дорога Маша Березіна — Олексій Геннадійович
- 2004 — Сліпий — Федір Пилипович Потапчук
- 2004—2013 — Кулагін і партнери
- 2005 — Даша Васильєва. Любителька приватного розшуку-4 — Андрій Чванов
- 2005 — Сищики районного масштабу — Владислав Михайлович Ніконов
- 2005 — Приватний детектив — Вова
- 2006 — Мій ласкавий і ніжний мент — Максим Андрійович Барсуков
- 2006 — Остання сповідь — німецький генерал
- 2006 — Туди, де живе щастя — Невєров
- 2007 — Дар Божий — Юрій Натанич Левін
- 2008 — Два кольори пристрасті — Ілля Семенович
- 2008 — Десантний батя — маршал Гречко
- 2008 — Загальна терапія — Григорій Романович Пекарський
- 2008 — Терміново в номер-2 — Павло Андрійович
- 2008 — Таємниці палацових переворотів. Росія, століття XVIII — Василій Лукич Долворукий
- 2009 — Одного разу буде кохання — батько Віки
- 2009 — Перерваний політ Гаррі Пауерса — Ейзенхауер
- 2009 — Куля-дура-2 — Бруно Янович Пуріньш
- 2010 — У лісах і на горах — Марк Данилович Смолокурів
- 2012 — Метод Лаврової-2 — Володимир Андрійович Асєєв
- 2012 — Передчуття — Олег Іванович Самойлов — колишній головлікар
- 2013 — Будинок сплячих красунь — Гліб Якович
- 2013 — Готель «Президент» — Фелікс Макарович Наговіцин
- 2014 — Алхімік. Еліксир Фауста — Олександр Андрійович Невельський
- 2014 — Якщо ти не зі мною — Георгій Маркович Золотаревський
- 2015 — Орлова та Александров — Володимир Іванович Немирович-Данченко